# Vulcănești
Vulcănești (Gagaoezisch: Valkaneş, Russisch: Вулканешты, 'Voelkanesjty') is een gemeente - met stadstitel - in de Moldavische bestuurlijke eenheid (unitate administrativ-teritorială) Gagaoezië.
De gemeente telde in 2014 ruim 12.000 inwoners.

## Ligging
De stad Vulcănești ligt in het zuiden van de republiek Moldavië, op ongeveer 200 km afstand van Chisinau, 7 km van de grens met Oekraïne en 35 km van de grens met Roemenië.

## Bevolking
In 2014 telde de gemeente Vulcănești 12.185 inwoners, waarvan 11.948 inwoners in de stad Vulcănești (98,1%) en de rest in dorpen. De gemeente had een vrouwenoverschot: er woonden 6.432 vrouwen (52,8%) tegen 5.753 mannen (47,2%). 
| Census | Inwoners | Stad    | Dorpen |
| ------ | -------- | ------- | ------ |
| 1970   | -        | 13.637  | -      |
| 1979   | -        | 15.493  | -      |
| 1989   | -        | 18.230  | -      |
| 2004   | 15.729   | 14.775  | 954    |
| 2012   | ~16.900  | ~16.600 | ~300   |
| 2014   | 12.175   | 11.948  | 237    |

Van de bevolking was 16,8% tussen de 0-14 jaar (2.045 personen), 70% was tussen de 15-64 jaar (8.524 personen) en tot slot was 13,3% 65 jaar of ouder (1.616 personen). De grootste leeftijdscategorie vormden de 50 tot 59-jarigen met 2.171 personen, terwijl de tachtigplussers met 300 personen de kleinste leeftijdsgroep vormen.

### Etniciteit
De grootste bevolkingsgroep vormden de Gagauzen (71,8% in 2014), gevolgd door kleinere minderheden van Moldaviërs, Russen, Oekraïners, Bulgaren, Roemenen en andere bevolkingsgroepen.
| Etnische samenstelling van de respondenten (2014) | Etnische samenstelling van de respondenten (2014) | Etnische samenstelling van de respondenten (2014) | Etnische samenstelling van de respondenten (2014) | Etnische samenstelling van de respondenten (2014) |
| ------------------------------------------------- | ------------------------------------------------- | ------------------------------------------------- | ------------------------------------------------- | ------------------------------------------------- |
|                                                   |                                                   |                                                   |                                                   |                                                   |
| Gagauzen                                          | Gagauzen                                          |                                                   | 71,8%                                             | 71,8%                                             |
| Moldaviërs                                        | Moldaviërs                                        |                                                   | 11,7%                                             | 11,7%                                             |
| Russen                                            | Russen                                            |                                                   | 6,5%                                              | 6,5%                                              |
| Oekraïners                                        | Oekraïners                                        |                                                   | 4,9%                                              | 4,9%                                              |
| Bulgaren                                          | Bulgaren                                          |                                                   | 3,7%                                              | 3,7%                                              |
| Roemenen                                          | Roemenen                                          |                                                   | 0,3%                                              | 0,3%                                              |
| Anders/Onbekend                                   | Anders/Onbekend                                   |                                                   | 1,1%                                              | 1,1%                                              |

### Religie
In de census van 2014 was het grootste deel van de bevolking Roemeens-orthodox of Russisch-orthodox: 68,9% van de bevolking en 93,1% van alle ondervraagden. Ongeveer 26% heeft niet gereageerd op de census, terwijl de Baptisten en de Zevendedagsadventisten het resterende deel van de religieuze bevolking vormen.
|                         | Aantal | Percentage (%) | Percentage (%) |
| 12.185                  | Totaal | Respondenten   |                |
| ----------------------- | ------ | -------------- | -------------- |
| Oosters Orthodoxe Kerk  | 8.394  | 68,88          | 93,10          |
| Baptisme                | 274    | 2,25           | 3,04           |
| Jehova's Getuigen       | 41     | 0,34           | 0,45           |
| Pinksteradventisme      | 8      | 0,07           | 0,09           |
| Zevendedagsadventisten  | 189    | 1,55           | 2,10           |
| Evangelisch christendom | 9      | 0,07           | 0,10           |
| Lutheranisme            | 36     | 0,30           | 0,40           |
| Islam                   | 15     | 0,12           | 0,17           |
| Atheïsme                | 43     | 0,35           | 0,48           |
| Geen antwoord           | 3.169  | 26,01          | .              |